# Christian Noboa
Artikeln följer den spanska namnseden; faderns efternamn är Noboa och moderns efternamn Tello.
Christian Fernando Noboa Tello, född 9 april 1985, är en ecuadoriansk fotbollsspelare som spelar för ryska Sotji. Han spelar även för Ecuadors landslag.

## Karriär
Den 4 juni 2017 värvades Noboa av Zenit St. Petersburg. Den 18 februari 2018 lånades han ut till Rubin Kazan på ett låneavtal över resten av säsongen 2017/2018.
Den 5 augusti 2019 värvades Noboa av Sotji.